# اهانس
اُهانس دهستانی در استان آلمریای اسپانیا است.
در این دهستان ۷۶۶ نفر زندگی می‌کنند. مساحت این دهستان ۳۲ کیلومتر مربع است.